# Ferrari F8 Tributo

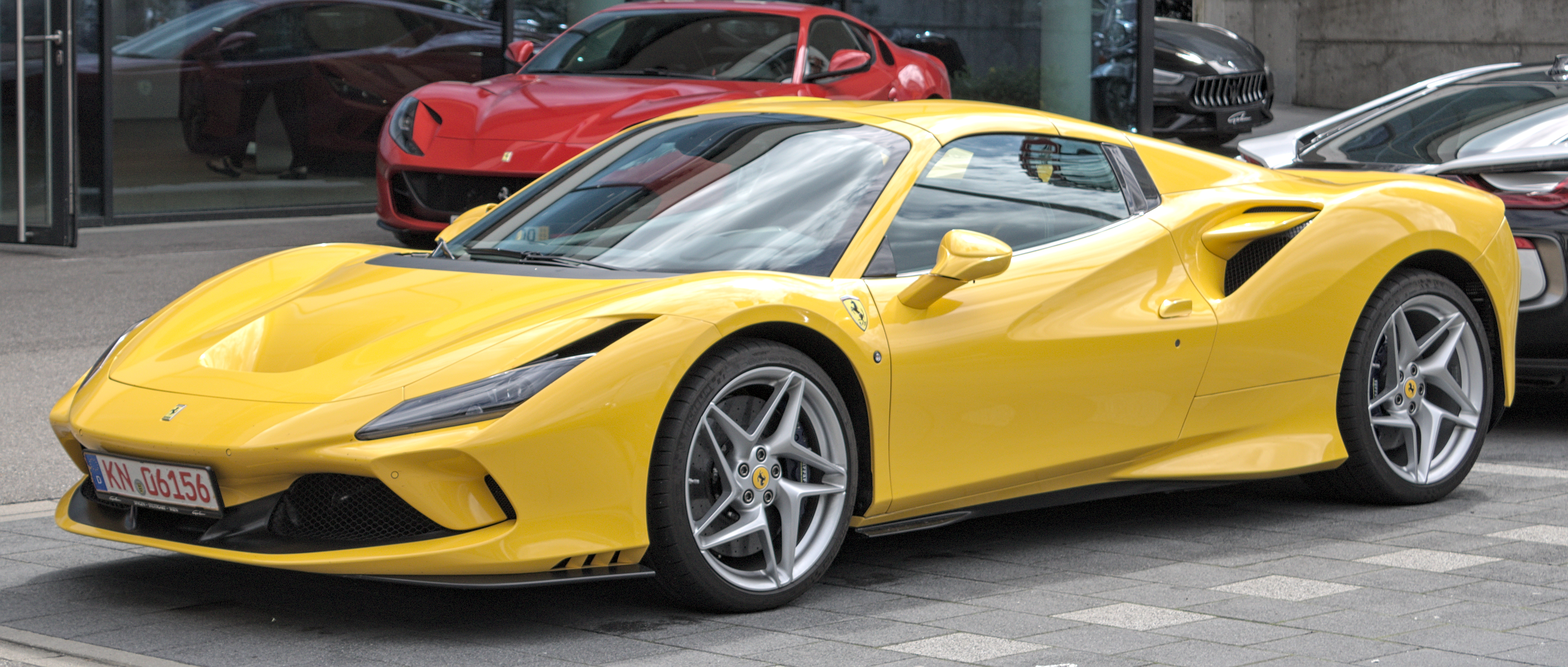
Ferrari F8 Tributo Spider

De Ferrari F8 Tributo is een automodel van het Italiaanse automerk Ferrari. Dit model werd gepresenteerd op de Autosalon van Genève.
Het woord in de naam van deze auto, Tributo, verwijst naar de prestaties van de 3,9-liter V8 twin-turbo die hij in 2016, 2017 en 2018 onder meer "Beste motor" en "Beste motor van de afgelopen 20 jaar" won. De F8 verwijst naar de aantal cilinders in het model.

## Prestaties
De F8 Tributo trekt in 2,9 seconden op van 0-100, van 0-200 in 7,8 seconden en haalt een topsnelheid van 340 km/u. De motor is een 3,9-liter V8 met een vermogen van 720 pk en 770 Nm koppel.
Het spoilerwerk van de F8 Tributo genereert door de S-Duct - die trouwens afkomstig van de 488 Pista is - 15% meer neerwaartse druk ten opzichte van de 488 GTB.

## Exterieur
De wielen van dit model zijn iets groter voor meer comfort, alsmede voor de handigheid in de stad. Een andere aanpassing is de luchtgaten naast de koplampen die helpen om het lucht optimaal langs en door de koets te loodsen, ook te gebruiken om de motor en remmen te koelen. Dit model kreeg ook ronde achterlichten van modellen uit het verleden.

## Bronvermelding

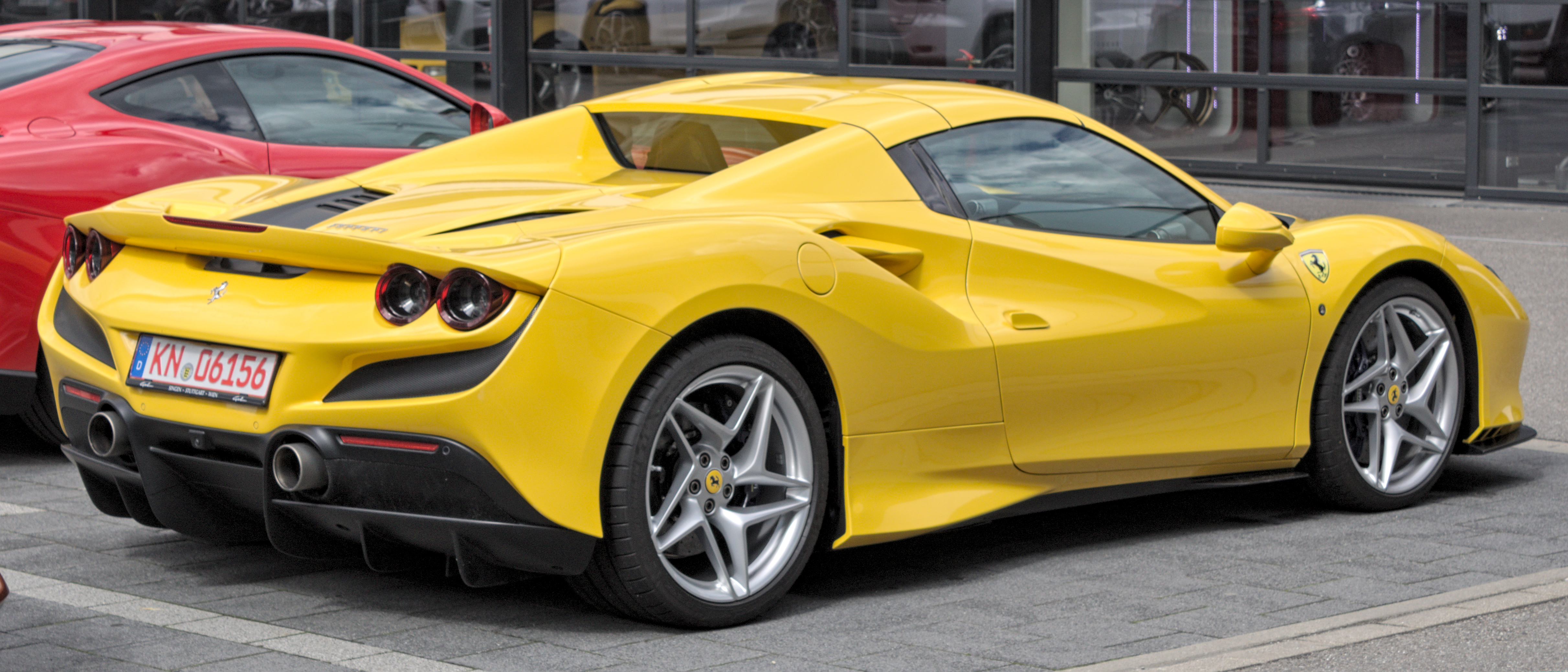
Ferrari F8 Tributo Spider